# Ховалыг, Кайгал-оол Ким-оолович
Кайгал-оол Ким-оолович Ховалыг (тув. Кайгал-оол Ким-оол оглу Ховалыг; род. 20 августа 1960, село Бажын-Алаак, Дзун-Хемчикский хошун, Тувинская автономная область) — Народный хоомейжи Республики Тыва (1993), вокалист группы Хуун-Хуур-Ту. Заслуженный артист России (1994).

## Биография

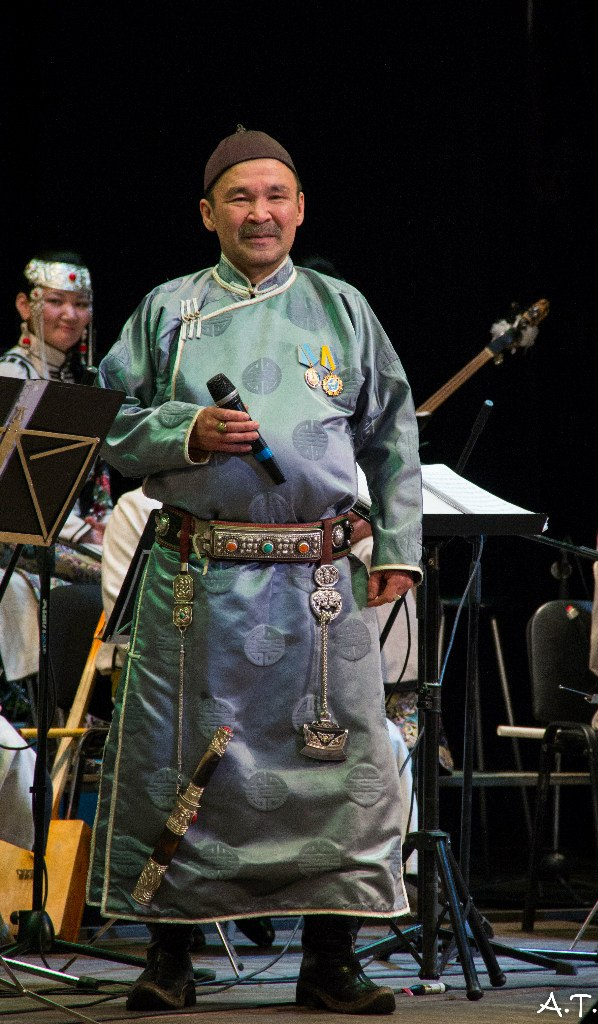
Кайгал-оол Ховалыг

Родился в 1960 году в одном из самых «музыкальных» мест Тувы — Дзун-Хемчикском совхозе «Искра» (отсюда родом и другие хоомейжи, среди которых и легендарный Олег Куулар из группы Шу-Де). До 18 лет Кайгал-оол работал пастухом.
Кайгал-оол начал свою профессиональную карьеру в 1979 году в составе вокально-инструментального ансамбля «Аян», творческие программы которого в те годы готовились в Ленинграде.
В 1989 году он вместе с другими горловиками — Конгар-оолом Ондаром, Иваном Сарыгларом, Борисом Херли, Вячеславом Данмаа, Сергеем Ондаром и др. — вошёл в состав ансамбля «Тува», первого профессионального коллектива хоомейжи, созданного совместно музыкантом Геннадием Туматом и музыковедом Зоей Кыргыс. Репертуар коллектива составили редкие записи, собранные учёными Тувинского научно-исследовательского института языка, литературы и истории в ходе полевых экспедиций и встреч со старыми хоомейжи.
В 1993 году покинул ансамбль «Тува», чтобы посвятить себя творчеству в только что созданном квартете Хуун-Хуур-Ту. С момента выхода первого диска «60 Horses in My Herd» (60 лошадей в моём табуне) начинается и нескончаемый тур группы Хун-Хурту, уже не один раз объехавших с концертами почти весь мир и сыгравших залах Америки, Азии и Европы. Ховалыг прежде всего известен своим уникальным исполнением хоомей и каргыраа (стили тувинского горлового пения).Творчество Кайгал-оола Ховалыга — это зеркало, в котором отражается вся глубина, богатство и мудрость тувинской традиционной музыкальной культуры.

## Награды и звания
- Народный хоомейжи Республики Тыва (1993)
- Заслуженный артист России (28 октября 1994 года) — за заслуги в области искусства[4]
- Орден Республики Тыва (16 сентября 2010 года) — за личный вклад в развитие тувинской культуры и искусства, высокое мастерство в исполнении народных песен и хоомея[5]
- Юбилейная медаль в честь 100-летия образования Тувинской Народной Республики (11 октября 2021 года) — за активную общественную деятельность и многолетнюю добросовестную работу[6]

## Семья
Его супруга — Анна Арапчоровна. Кайгал-оол Ким-оолович отец троих детей: сын Саян, дочки Сырга и Долзатмаа-Сылдыс. Сын окончил Московский государственный педагогический университет по специальности юриспруденция, занят своим делом. Сырга после окончания Российского государственного социального университета работает в министерстве образования Тувы. Младшая дочь Долзатмаа-Сылдыс окончила гимназию № 5 города Кызыла.